# Gaine thermorétractable
Une gaine thermorétractable est un tube en plastique souple qui se resserre quand il est exposé à une température assez élevée. Le diamètre se réduit généralement d'un facteur 2 ou 3.

Animation d'une gaine thermorétractable (en rose), avant et après chauffage.

## Usages et qualités

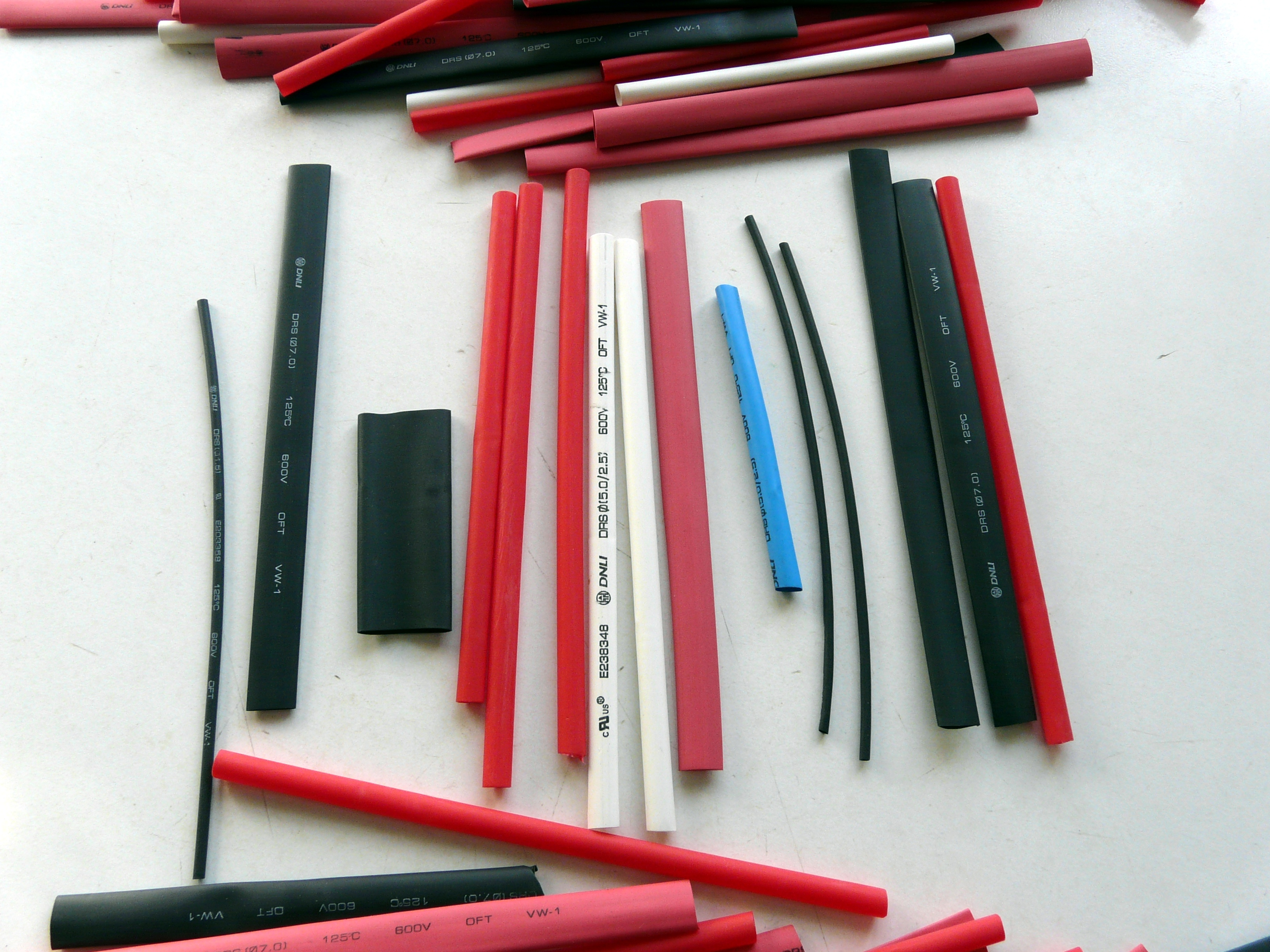
Différents types de gaines thermorétractables.

Les gaines thermorétractables sont utilisées pour divers usages, par exemple :
- isoler la soudure de deux fils électriques  ;
- fixer un marquage sur les extrémités de cordes de sport ou de tout autre objet cylindrique ;
- assembler des tubes ou barres cylindriques bout à bout ;
- recouvrir une pièce cylindrique (tube, tige ...) d'un revêtement protecteur (on parle alors plutôt de « revêtement thermorétractable »).

## Caractéristiques
Le diamètre, l'épaisseur, le coefficient de réduction et la couleur de la gaine sont variables selon les usages.
Les gaine thermorétractable sont dans la plupart des cas fait en PVC ou polyoléfine[réf. nécessaire].